# Futurismo latino
El latinofuturismo (también conocido como futurismo latinx/latine o futurismo latino) es un movimiento literario, artístico y cultural que reimagina las experiencias latinas a través de la ficción especulativa y la estética futurista. Según la Enciclopedia Oxford de Literatura, el movimiento abarca producciones culturales de chicanos, puertorriqueños, dominicanos estadounidenses, cubanoestadounidenses y otras poblaciones inmigrantes latinoamericanas, particularmente aquellas que emergen de espacios fronterizos.
El latinofuturismo desafía las narrativas dominantes del progreso tecnológico al centrar las voces latinas en visiones del futuro. A diferencia de la ciencia ficción convencional, que frecuentemente retrata futuros dominados por perspectivas occidentales o blancas, el latinofuturismo imagina mundos donde el español, las lenguas indígenas y el bilingüismo persisten junto a la tecnología avanzada.

## Orígenes y desarrollo

### Fundamentos teóricos
El latinofuturismo se basa en el chicanafuturismo, concepto acuñado por la académica Catherine S. Ramírez en su influyente artículo de 2004 "Deus ex Machina: Tradition, Technology, and the Chicanafuturist Art of Marion C. Martinez", publicado en Aztlán: A Journal of Chicano Studies. El trabajo de Ramírez examinó cómo las artistas chicanas como Marion C. Martinez utilizaban materiales tecnológicos—circuitos, LEDs y materiales holográficos—para crear obras artísticas que presentaban imágenes tradicionales católicas como la Virgen de Guadalupe.
El concepto más amplio se expandió más allá de las experiencias chicanas/os tras la Gran Recesión, cuando el aumento de las deportaciones y el sentimiento antiinmigración promovieron que artistas y escritores latinos imaginaran futuros alternativos donde sus comunidades no solo sobrevivían sino prosperaban. Este período vio la aparición de obras que abordaban directamente el cambio climático, la gentrificación y la desigualdad económica a través de lentes especulativos.

### Institucionalización académica
El campo obtuvo reconocimiento académico con la publicación en 2017 de Altermundos: Latin@ Speculative Literature, Film, and Popular Culture, editado por Cathryn Josefina Merla-Watson y B.V. Olguín. La colección presentó ensayos sobre obras que van desde las películas de Alejandro González Iñárritu hasta novelas gráficas, estableciendo un marco crítico para analizar obras especulativas latinas. El mismo año, la Institución Smithsonian comenzó a documentar las contribuciones latinas a la exploración espacial y el pensamiento futurista a través de proyectos de historia oral.

## Temas y técnicas clave

### No linealidad temporal
Las obras latinofuturistas emplean frecuentemente estructuras temporales no lineales que reflejan conceptos de tiempo circular de las culturas mesoamericanas. En lugar de la progresión lineal típica de la ciencia ficción occidental, estas narrativas a menudo presentan pasado, presente y futuro como capas interconectadas, permitiendo que el conocimiento ancestral informe la innovación tecnológica.

### Estética del rasquachismo
El movimiento emplea el rasquachismo, una estética chicana/o de clase trabajadora de ingenio creativo y reutilización. Esto se manifiesta en personajes que crean tecnología avanzada a partir de materiales de desecho, economías informales que persisten en el futuro, y enfoques autogestionarios para el descubrimiento científico que evitan las instituciones tradicionales.

### Conciencia planetaria
Muchas obras latinofuturistas abordan la justicia ambiental a través de lo que los académicos denominan "conciencia planetaria"—narrativas que conectan luchas ambientales locales con sistemas climáticos globales. Estas historias a menudo presentan agricultura indígena, activismo por los derechos del agua e innovaciones en energía renovable basadas en conocimiento ecológico tradicional.

## Obras y creadores notables

Obra de Cayetano Valenzuela de la exposición "Futurismo Latino", que presenta interpretaciones futuristas de símbolos culturales latinos.

### Literatura
La novela de 1999 Smoking Mirror Blues de Ernest Hogan se considera un texto fundacional, que retrata un futuro Este de Los Ángeles donde las deidades aztecas se manifiestan a través de tecnología avanzada. El protagonista de la novela, un mecánico de lowriders, descubre que las modificaciones de su auto canalizan a Tezcatlipoca, el dios azteca del conflicto y el cambio.
Lunar Braceros 2125-2148 de Rosaura Sánchez y Beatrice Pita imagina un futuro donde trabajadores mexicanos viajan a colonias de minería lunar, extendiendo el histórico Programa Bracero al espacio. La novela corta aborda la explotación laboral y las políticas de inmigración a través de un marco de ciencia ficción.

### Artes visuales
Marion C. Martinez crea instalaciones que combinan iconografía católica con arte electrónico, como su serie que presenta a la Virgen de Guadalupe renderizada en placas de circuito e iluminación de fibra óptica. Su obra "Guadalupe, Queen of Heaven" retrata el manto azul tradicional de la Virgen como flujos de datos digitales.
El artista contemporáneo Cayetano Valenzuela crea pinturas que imaginan a niños latinos como exploradores espaciales e inventores. Su serie de 2023 "Future Ancestros" presenta jóvenes protagonistas en trajes espaciales decorados con imágenes del Día de los Muertos, sugiriendo que las tradiciones culturales persisten incluso en entornos interplanetarios.

### Cómics y narrativas gráficas
En su obra "Funkterra", el artista Zeke Peña desarrolla una narrativa gráfica ambientada en una versión distópica de El Paso, donde las aguas del Río Grande han sido transformadas en flujos digitales que facilitan la comunicación entre asentamientos humanos dispersos. A través de esta propuesta visual, Peña examina las estrategias de supervivencia y resistencia cultural que las poblaciones fronterizas desarrollarían frente a las transformaciones ambientales globales.

### Cine y medios de comunicación
Las películas del director Alex Rivera, incluyendo Sleep Dealer (2008), imaginan futuros donde la globalización y la tecnología remodelan los patrones laborales y migratorios latinos. La película presenta elementos ciberpunk adaptados para abordar el trabajo en maquiladoras y la realidad virtual.

## Reconocimiento académico e institucional
La Biblioteca del Congreso reconoce oficialmente al futurismo latinx como un movimiento literario distinto relacionado con el afrofuturismo y los futurismos indígenas. En 2023, el La Casita Cultural Center de la Universidad de Syracuse organizó "Futurismo Latino – Cultural Memory and Imagined Worlds", una exposición museística importante dedicada al movimiento.
Desde el año 2020, el Fondo Nacional para las Artes ha destinado recursos económicos para impulsar iniciativas creativas enmarcadas en el latinofuturismo, particularmente programas educativos que integran la metodología STEAM con la producción narrativa especulativa y las prácticas artísticas digitales, dirigidos especialmente hacia sectores comunitarios de ascendencia latina.

## Relación con otros futurismos
Aunque el latinofuturismo y el afrofuturismo convergen en su propósito de construir imaginarios futuros centrados en grupos históricamente marginalizados, cada movimiento desarrolla énfasis temáticos particulares: el primero privilegia cuestiones como la continuidad lingüística, las dinámicas transfronterizas y los desplazamientos poblacionales motivados por factores ambientales. Esta diferenciación se evidencia en que, mientras las propuestas afrofuturistas frecuentemente recurren a la exploración cósmica como metáfora de liberación de las opresiones mundanas, las creaciones latinofuturistas tienden a privilegiar el desarrollo de alternativas tecnológicas orientadas hacia la resolución de crisis terrestres, especialmente aquellas relacionadas con recursos hídricos y estrategias de adaptación ante variaciones climáticas.
El movimiento se conecta con los futurismos indígenas a través de preocupaciones compartidas sobre la descolonización y el conocimiento ecológico tradicional, pero se enfoca específicamente en experiencias mestizas e inmigrantes más que en la soberanía indígena.